# Rheumaptera epiodes
Rheumaptera epiodes är en fjärilsart som beskrevs av Fletcher 1961. Rheumaptera epiodes ingår i släktet Rheumaptera och familjen mätare. Inga underarter finns listade.